# Partidul Democrat-Republican
Partidul Democrat-Republican, conform originalului Democratic-Republican Party, a fost un partid istoric din Statele Unite ale Americii, fondat de Thomas Jefferson și James Madison în jurul anului 1792 și divizat în mai multe fracțiuni în anul 1824, ceea ce a dus la desființarea sa de-facto. Suporterii partidului se identificau în mod obișnuit ca fiind Republicani (în original, Republicans),  dar uneori ca Democrați (în original, Democrats).   Denominarea "Democratic Republican" era de asemenea utilizată de contemporani, dar mai ales de către oponenții partidului.  Partidul Democrat-Republican a fost partidul politic dominant pe scena politică a Statelor Unite între 1800 și 1824, după care, scinzându-se în fracțiuni, a devenit practic un partid defunct.
Jefferson a creat partidul politic ca să se opună politicilor economice și externe ale Federaliștilor ((Federalists), un partid creat un an sau doi mai devreme de către Secretarul Trezoreriei Alexander Hamilton. Partidul Democratic-Republican s-a opus Jay Treaty din 1794 cu Britanicii (atunci la război cu Franța) și au sprijinit relațiile bune cu Franța înainte de 1801. Partidul a insistat pe o construcție strictă a Constituției și a denunțat multe din propunerile lui Hamilton (în special banca națională) ca neconstituțională. Partidul a favorizat drepturile statale și primare ale fermierilor yeoman asupra bancherilor, industrialiștilor și comercianților. Acolo a fost mereu o rază de opinii cu problemele Partidului asupra comerțului, lucrărilor publice și industrializării, care au fost mai binevenite de Madison și Democrați decât de Jefferson și Republicani; dar aceasta a fost decât o preferință, nu o ideologie fixă pe amebele părți. Jefferson a semnat un contract de fondare a unui canal pentru Potomac în 1805; Madison și-a terminat termenul în oficiu votând un contract de lucru public. 